# Cyrtophagoides ghoonbori
Cyrtophagoides ghoonbori is een vliesvleugelig insect uit de familie van de Pteromalidae. De wetenschappelijke naam werd voor het eerst geldig gepubliceerd in 2008 door T. C. Narendran.